# Pseudoleosthenes
Pseudoleosthenes is een geslacht van wandelende takken uit de familie Damasippoididae. De wetenschappelijke naam van dit geslacht is voor het eerst voorgesteld door Josef Redtenbacher in een publicatie uit 1906. De soorten van dit geslacht komen op Madagaskar voor.

## Soorten
Het geslacht Pseudoleosthenes omvat de volgende soorten:
- Pseudoleosthenes dubiosus Redtenbacher, 1906
- Pseudoleosthenes irregularis Redtenbacher, 1906
- Pseudoleosthenes scaberrimus Redtenbacher, 1906